# Kenai Fjords National Park
Kenai Fjords National Park is een nationaal park in de Amerikaanse staat Alaska, gelegen op het schiereiland Kenai. Grote delen van de Kenai Mountains worden beschermd in het park. In het park ligt het Harding Icefield, een van de grootste ijsvelden van de Verenigde Staten.
Voorkomende dieren in het park zijn onder andere de stellerzeeleeuw, papegaaiduikers, de Dalls bruinvis, de Amerikaanse zwarte beer, de sneeuwgeit, de bultrug en de orka.

## Afbeeldingen

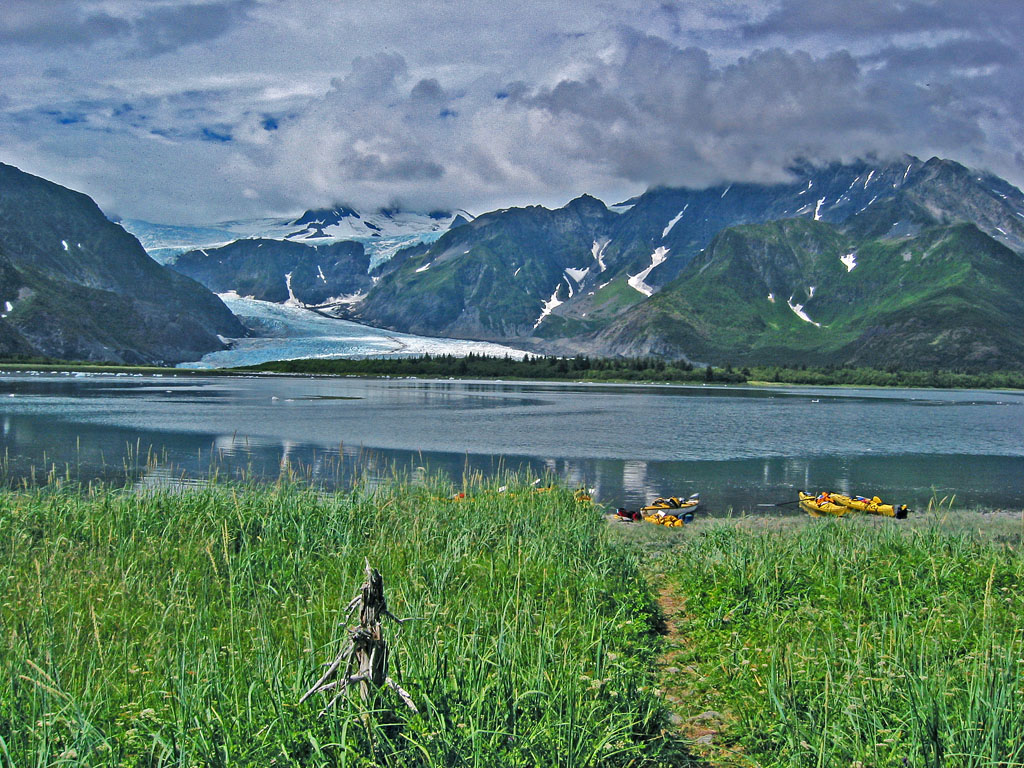
Pederson Lagoon
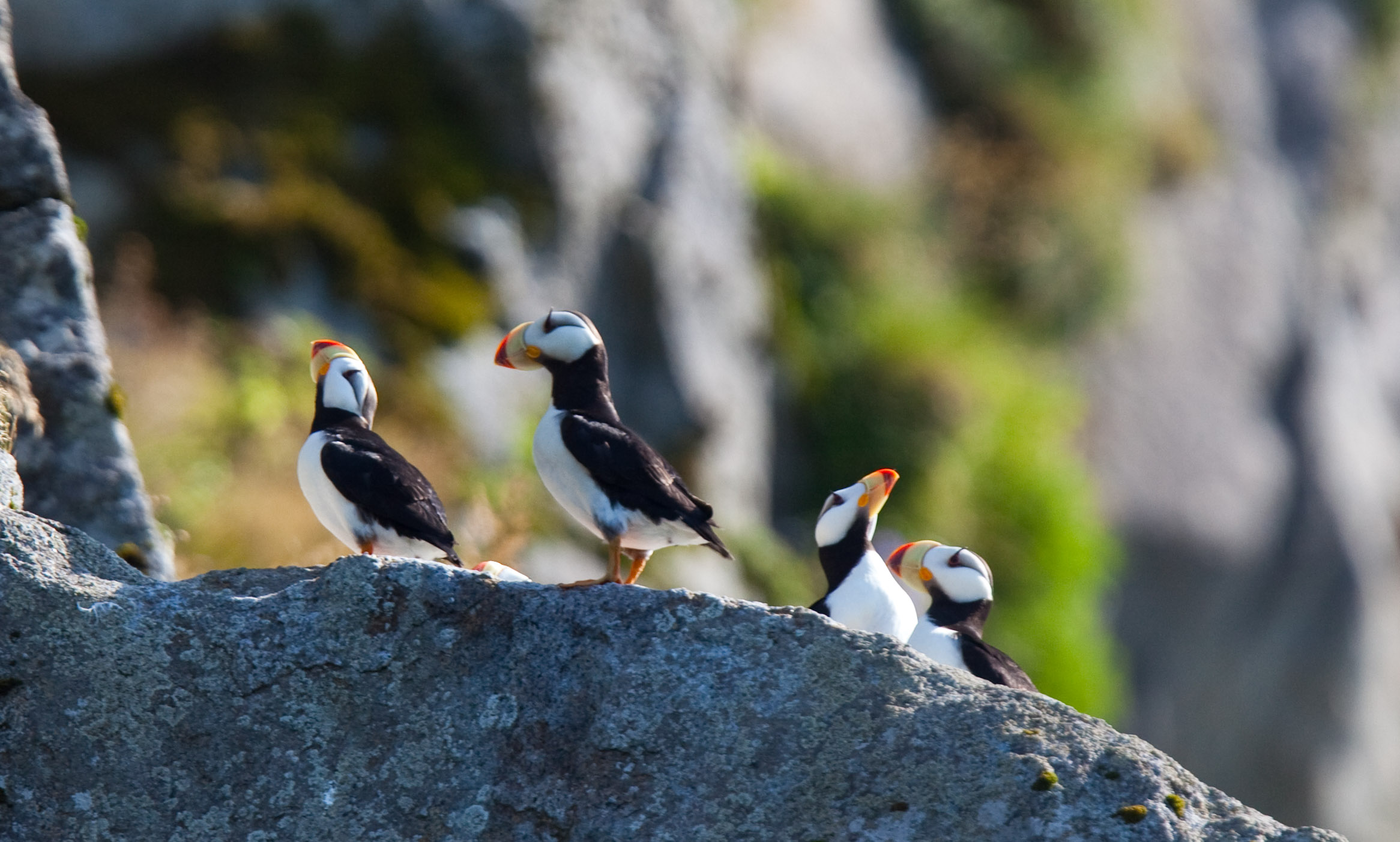
Papegaaiduikers in Kenai Fjords National Park